# 2gether – Dögös ötös
Az 2gether - Dögös ötös (eredeti cím: 2gether: The Series) 2000-től 2001-ig futott amerikai–kanadai televíziós sorozat, amelyet Brian és Mark Gunn készítettek. Magyarországon a TV2 mutatta be 2002. április 13-án.

## Stáblista
- Evan Farmer – Jerry O' Keefe – "The Heartthrob"
- Alex Solowitz – Mickey Parke – "The Bad Boy"
- Noah Bastian – Chad Linus – "The Shy One"
- Kevin Farley – Doug Linus – "The Older Brother"
- Michael Cuccione – Jason "Q.T." McKnight – "The Cute One"

## Epizódok

### 1. évad (2000)
| Sor. | Év. | Cím                   | Rendező            | Író                         | Premier                               |
| ---- | --- | --------------------- | ------------------ | --------------------------- | ------------------------------------- |
| 1.   | 1.  | Lorelei: Pilot        | Paul Lazarus       | Brian Gunn, Mark Gunn       | 2000. augusztus 15. 2002. április 13. |
| 2.   | 2.  | Crying                | Robert Ginty       | Roger S.H. Schulman         | 2000. augusztus 22. 2002. április 20. |
| 3.   | 3.  | Bunny                 | Robert Ginty       | Erica Rothschild            | 2000. augusztus 29. 2002. április 27. |
| 4.   | 4.  | Rage                  | Paul Lazarus       | Brian Gunn, Mark Gunn       | 2000. szeptember 5. 2002. május 4.    |
| 5.   | 5.  | Solo                  | Gilbert M. Shilton | Roger S.H. Schulman         | 2000. szeptember 12. 2002. május 11.  |
| 6.   | 6.  | Hotties               | Gilbert M. Shilton | Roger S.H. Schulman         | 2000. szeptember 19. 2002. május 18.  |
| 7.   | 7.  | Waxed                 | Dan Ireland        | Christy Callman             | 2000. október 3. 2002. május 25.      |
| 8.   | 8.  | Boss                  | John Pozer         | Michael Sperr, Celia Rumsey | 2000. október 10. 2002. június 1.     |
| 9.   | 9.  | Dad                   | Robert Ginty       | Erica Rothschild            | 2000. október 17. 2002. június 8.     |
| 10.  | 10. | Dead                  | Robert Ginty       | Sy Rosen                    | 2000. október 24. 2002. június 15.    |
| 11.  | 11. | Awesomeness           | Charles Wilkinson  | Bill Canterbury             | 2000. október 31. 2002. június 22.    |
| 12.  | 12. | Dumped                | n/a                | n/a                         | 2000. november 14. 2002. június 29.   |
| 13.  | 13. | A Forever (Forever I) | Mark Sobel         | Brian Gunn, Mark Gunn       | 2000. november 21. 2002. július 6.    |

### 2. évad (2001)
| Sor. | Év. | Cím                        | Rendező           | Író                 | Premier                               |
| ---- | --- | -------------------------- | ----------------- | ------------------- | ------------------------------------- |
| 14.  | 1.  | Kalózok (Pirates)          | John Pozer        | Bill Canterbury     | 2001. február 19. 2002. július 13.    |
| 15.  | 2.  | Szerelemgyerek (Lovechild) | Charles Wilkinson | Sy Rosen            | 2001. február 26. 2002. július 20.    |
| 16.  | 3.  | Jillie (Jillie)            | John Pozer        | Chris Brown         | 2001. március 5. 2002. július 27.     |
| 17.  | 4.  | Dalszöveg (Lyrics)         | George Mendeluk   | Bill Canterbury     | 2001. március 12. 2002. augusztus 3.  |
| 18.  | 5.  | Csók (Kiss)                | Mark Gunn         | Brian Gunn          | 2001. március 19. 2002. augusztus 10. |
| 19.  | 6.  | Háj (Fat)                  | John Pozer        | Roger S.H. Schulman | 2002. augusztus 17.                   |